# Messa pontificale

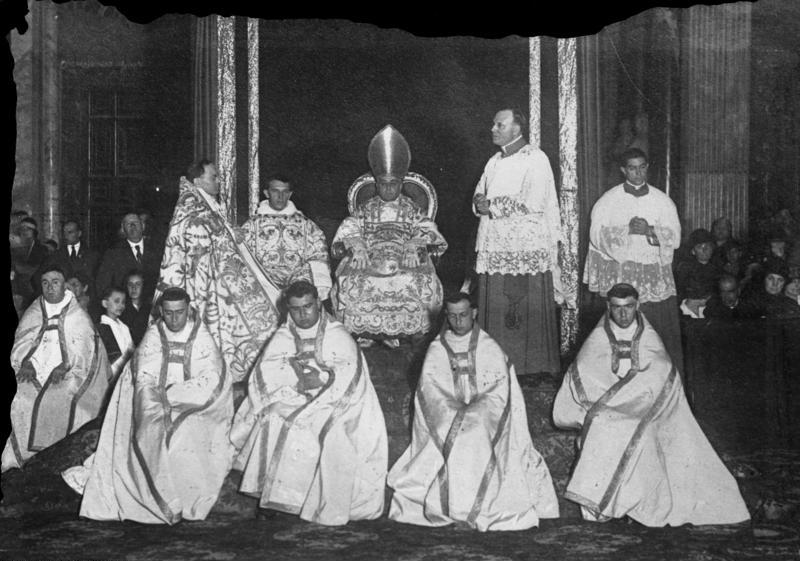
Cardinale segretario di Stato Pietro Gasparri al trono episcopale in una liturgia pontificale nel dicembre 1928. Si notino le chiroteche, l'anello, e i sandali e le calze episcopali.

La messa pontificale è una messa officiata da un vescovo o da un sacerdote godente di diritti particolari, secondo l'usus antiquior del rito romano che la distinguono per imponenza e magnificenza dalle altre forme della messa tridentina, non solo dalla bassa, ma anche dalla solenne. Differisce dalle altre forme pure in quanto la parte chiamata "messa dei catecumeni" è celebrata o al trono episcopale o al faldistorio.
È diffuso chiamare messa pontificale o pontificale anche la messa solenne celebrata dal vescovo secondo il Caeremoniale Episcoporum del 1984, che la chiama però Messa stazionale.

## Partecipanti

### Celebrante
Il celebrante della messa pontificale è un vescovo o un presbitero a cui è concesso l'uso di almeno alcune insegne pontificali, chiamate anche pontificalia. Tali insegne pontificali possono essere fino a otto: calze e sandali episcopali, chiroteche e anello, tunicella e dalmatica, croce pettorale e mitra. Il pastorale non è elencato con queste, essendo legato alla missione del vescovo nei confronti dei suoi fedeli, e non all'episcopato generico, e essendo simbolo anche della cura delle anime esercitata dall'abate di un monastero benedettino. Il privilegio delle insegne pontificali è stato concesso per indulto papale ad alcuni abati, protonotari e canonici, a volte a un intero capitolo.
Le concessioni non riguardavano necessariamente tutte le insegne pontificali e generalmente non potevano essere usate fuori della celebrazione della messa; potevano anche essere limitate in diverse maniere, per esempio escludendo la partecipazione di un presbitero assistente.
Con il motu proprio Pontificalia insignia del 21 giugno 1968 il papa Paolo VI decretò che a partire da tale data potranno usare le insegne pontificali, oltre ai vescovi, solo i rappresentanti pontifici, i prelati territoriali e gli abati territoriali, gli amministratori apostolici permanenti e gli abati regulares de regimine dopo ricevuta la benedizione; e inoltre, ma senza cattedra e pastorale, gli amministratori apostolici non permanenti e i vicari e i prefetti apostolici. Fuori di questi, chi per concessione individuale o collegiale godeva di un simile privilegio prima di tale data poteva o conservarlo o rinunciarvi.

### Ministri
Gli assistenti sono dodici:
- due cerimonieri
- un presbitero assistente
- un diacono e un suddiacono: di solito fungono da diacono e suddiacono due presbiteri.[6]
- sette ministri inferiori:
  - due ceroferari
  - il turiferario
  - il chierico che sostiene il libro
  - il chierico che porta la bugia (candeliere provvisto di manico e bocciolo in cui viene infilata la candela)
  - il chierico che sostiene la mitra
  - il chierico che sostiene il pastorale

Si poteva ottenere la dispensa dalla partecipazione inoltre di due diaconi assistenti. La partecipazione di questi non è perciò sempre richiesta.

## Svolgimento
Nella messa pontificale il vescovo indossa la pianeta, la tunicella, la dalmatica, calzari e chiroteche ed è accompagnato da un prete assistente con il piviale, eventualmente da due diaconi assistenti con dalmatica sul rocchetto, suddiacono e diacono della messa con tunicella e dalmatica sul camice. I compiti dei diaconi e del suddiacono possono essere svolti da presbiteri rivestiti con i paramenti da diacono o suddiacono.
Generalmente la messa pontificale è preceduta e seguita da una processione durante la quale il vescovo, che nella messa porta la pianeta, indossa il piviale o la cappa magna di colore paonazzo (per i vescovi), il cui strascico è sostenuto da un caudatario.
La messa pontificale è una celebrazione molto lunga ed elaborata, nella quale trovano ampio spazio riti accessori e accompagnamenti musicali sia corali sia organistici, che danno oltre alla solennità anche bellezza artistica alla liturgia.

## Dopo la riforma liturgica successiva al Concilio Vaticano II
Anche dopo la riforma liturgica del rito romano successiva al Concilio Vaticano II si continua a celebrare a volte la messa pontificale. La celebrarono per esempio il cardinale Joseph Ratzinger a Weimar il 17 aprile 1999, il cardinale Darío Castrillón Hoyos a Westminster il 14 giugno 2008, l'arcivescovo Alexander King Sample a Washington il 28 aprile 2018, il cardinale Raymond Leo Burke a Glasgow il 10 ottobre 2019, monsignor David Michael O'Connell a Trenton il 14 febbraio 2014, monsignor Bernard Tissier de Mallerais a Colmar il 16 novembre 2003.
Dal 2007 al 2021, in quelle parrocchie in cui esisteva stabilmente un gruppo di fedeli aderenti alla precedente tradizione liturgica, il parroco non solo poteva ma doveva ("accolga volentieri le loro richieste") permettere celebrazioni della messa tridentina, limitatamente nelle domeniche e nelle festività a una celebrazione al giorno. Il parroco doveva pure concedere il permesso in circostanze particolari, come matrimoni, esequie o celebrazioni occasionali, ad esempio pellegrinaggi. Nelle chiese non parrocchiali e non conventuali, spettava al rettore concedere la stessa licenza.
Secondo l'istruzione Universae Ecclesiae emanata dalla Pontificia commissione "Ecclesia Dei" nel 2011 i responsabili dei santuari e luoghi di pellegrinaggio (parroci o altri) dovevano offrire ai gruppi di pellegrini che lo richiedano la possibilità di celebrare la messa secondo l'usus antiquior, se era presente un sacerdote idoneo.
La stessa istruzione stabiliva che era permesso l'uso del Pontificale Romanum e del Caeremoniale Episcoporum in vigore nel 1962.
Il 17 gennaio 2019, papa Francesco ha soppresso la Pontificia commissione "Ecclesia Dei". Dal 16 luglio 2021, i compiti riguardanti la liturgia sono stati trasferiti alla Congregazione per il culto divino e la disciplina dei sacramenti e gli altri compiti alla Congregazione per gli istituti di vita consacrata e le società di vita apostolica.
Secondo i responsa ad dubia pubblicati nel 2021 dalla Congregazione per il culto divino e la disciplina dei sacramenti, i sacramenti non possono più essere amministrati secondo il Pontificale Romanum precedente alla riforma liturgica del Concilio Vaticano II, nemmeno nelle parrocchie canonicamente erette.
A partire dal 16 luglio 2021, spetta al vescovo diocesano autorizzare la celebrazione nella sua diocesi di qualsiasi forma della messa tridentina. In conformità con questa direttiva, Jean-Marc Aveline, arcivescovo di Marsiglia, ha celebrato la messa pontificale nella parrocchia personale di San Carlo a Marsiglia il 9 gennaio 2022 e l'arcivescovo Fernando José Monteiro Guimarães, C.SS.R., ordinario militare per il Brasile, nella sua cattedrale il 2 febbraio 2022. Monsignor Robert William Finn, vescovo emerito di Kansas City-Saint Joseph, ha conferito il suddiaconato il 12 febbraio 2022 agli alunni tonsurati del seminario di Nostra Signora di Guadalupe della Fraternità Sacerdotale San Pietro, secondo il Pontificale Romanum.
La Santa Sede permette ad alcuni istituti di adoperare all'interno delle proprie chiese e dei propri oratori il Messale, il Rituale, il Pontificale e il Breviario vigenti nel 1962, facoltà che possono usare in altre chiese solo con il consenso dell'Ordinario locale, eccetto nella celebrazione privata della messa.

## Messa stazionale
Da quando è stato rivisto nel 1984, il Caeremoniale Episcoporum non usa mai l'espressione "messa pontificale". In esso la più importante forma della messa episcopale è la messa stazionale, definita come l'eucaristia celebrata dal vescovo, come grande sacerdote del suo gregge, nella chiesa cattedrale, circondato dal suo presbiterio e dai ministri, con la partecipazione piena e attiva di tutto il popolo santo di Dio. In questo, essa ricorda l'antica messa stazionale romana, la grande assemblea liturgica alla quale si convocava tutto il clero e tutti i fedeli, addirittura presumendone la presenza, e in comparazione con la quale, veramente pubblica perché a essa partecipava la Chiesa romana nella sua interezza, le altre messe erano private.
La messa stazionale è menzionata pure nell'attuale Messale Romano: «Si raccomanda vivamente che, soprattutto nel Tempo di Quaresima, si conservi e si incrementi, almeno nelle città principali, nel modo più adatto per i singoli luoghi e secondo la tradizione, l'uso di riunire la Chiesa locale nella forma delle «stazioni» romane». E il Messale Romano dice pure, nell'Ordinamento generale: «Particolare importanza si deve dare a quella concelebrazione in cui i presbiteri di una diocesi concelebrano con il proprio vescovo nella Messa stazionale soprattutto nei giorni più solenni dell'Anno liturgico [...]».
La messa pontificale si distingue da questa tra l'altro per il "presbitero assistente", per la partecipazione di un diacono e di un suddiacono (o di due presbiteri che indossano i paramenti di questi, per la celebrazione della liturgia della Parola al trono o al faldistorio, per l'uso del "Canon Missae Pontificalis" e l'assenza delle cartaglorie, per l'uso delle insegne pontificali (concesse anche a prelati non vescovi). Diversi autori notano anche altre differenze tra la messa stazionale e la pontificale.
La messa stazionale si distingue dall'ordinaria celebrazione eucaristica non per l'apparato cerimoniale, ma per la partecipazione di tutti i membri del popolo di Dio, che manifesta sia l'unità della Chiesa locale raccolta intorno al suo pastore sia la diversità dei suoi ministri (presbiteri, diaconi, accoliti e lettori istituiti). Non prevede un numero fisso e limitato di ministri, tra i quali un solo presbitero assistente con piviale, ma invita tutti i sacerdoti a concelebrare con il loro vescovo e diversi diaconi a esercitare il proprio ministero. Se nella diocesi mancano diaconi che partecipino, i loro compiti sono svolti da presbiteri parati come membri del proprio ordine e che, come gli altri presbiteri partecipanti, concelebrano la messa stazionale. La cattedra del vescovo non è più chiamata "trono" né ha l'aspetto di un trono, come quando era prescritto che fosse elevato sopra tre gradini, coperto da tappeti e sormontato da un baldacchino.
La messa stazionale è da celebrare soprattutto nelle grandi solennità dell'anno liturgico, come la messa del crisma, la Messa nella Cena del Signore nel Giovedì santo, le feste del santo fondatore e del patrono della diocesi, l'anniversario dell'ordinazione del vescovo, le grandi assemblee e le visite pastorali.
Deve essere celebrata con canto e, se possibile, con la partecipazione di almeno tre diaconi, dividendo tra loro i diversi ministeri: uno che proclama il Vangelo e serve all'altare e due che assistono il vescovo. In mancanza di diaconi, alcune delle loro funzioni saranno svolte da presbiteri rivestiti dei paramenti sacerdotali, che concelebrano la messa. Se la celebrazione si svolge in cattedrale, è opportuno che il capitolo dei canonici, se esiste, concelebri con il vescovo, senza però escludere la partecipazione di altri sacerdoti.
Pure nelle messe celebrate dal vescovo con solennità minore della stazionale, come quando visita alcune parrocchie e comunità della sua diocesi, tutto deve essere disposto in modo che egli appaia il sommo sacerdote del suo gregge. Conviene che con lui concelebrino i presbiteri della parrocchia o della comunità. Dovrebbe partecipare un diacono nei paramenti del suo ordine (uno solo, non come nella messa stazionale) o, se non c'è diacono, dovrebbe leggere il Vangelo e servire all'altare un presbitero che, se non concelebra, indossa camice e stola.
Anche nelle forme più solenni della messa, il vescovo non usa più, come è obbligatorio nella messa pontificale, chiroteche, tunicella, calze e sandali episcopali. Invece delle mitre di tre tipi (la preziosa, l'aurifregiata e la semplice), che il vescovo alternava nel corso della celebrazione, il Cerimoniale rivisto ne conserva solo due, l'ornata e la semplice, e ordina che nelle singole azioni liturgiche se ne impieghi solo una. Oltre ai paramenti liturgici indossati anche dai presbiteri, il vescovo usa anche (sotto la pianeta, sopra il camice) la dalmatica, che può essere sempre bianca ed è da usare soprattutto nelle ordinazioni, nella benedizione di un abate o di una badessa, e nella dedicazione di una chiesa o di un altare. Le insegne episcopali conservate sono l'anello, il pastorale, la mitra, la croce pettorale e, per chi ne ha diritto, il pallio.
Il faldistorio, che secondo il Pontificale Romanum per i vescovi che non erano il diocesano sostituisce obbligatoriamente il "trono", non viene più utilizzato: nella messa, un vescovo che non sia l'Ordinario del luogo può utilizzare la cattedra e il pastorale episcopale, con il consenso del vescovo diocesano.
Nelle messe celebrate dal vescovo, anche quella stazionale, si deve osservare tutto ciò che l'Ordinamento Generale del Messale Romano prescrive per la Messa con il popolo, e inoltre:
- Il vescovo, quando indossa i paramenti, prende anche la croce pettorale e, di solito, lo zucchetto.
- Porta mitra e pastorale, se le circostanze lo suggeriscono.
- All'inizio della messa, saluta il popolo dicendo: "La pace sia con voi" o "La grazia del Signore nostro ..."
- Non solo il diacono ma anche il presbitero (pur se concelebra) che leggerà il vangelo prima chiede e riceve la benedizione del vescovo. Letto il vangelo, il libro viene portato al vescovo perché lo baci oppure lo stesso diacono o presbitero lo bacia.
- Prima del prefazio, il diacono consegna lo zucchetto del vescovo a un ministrante.
- Nelle preghiere eucaristiche, dopo la menzione del papa, il vescovo aggiunge "e/di me indegno tuo servo".
- Al termine della messa, il vescovo impartisce la benedizione con una formula speciale e un triplice segno della croce.

## Messa pontificale in rito ambrosiano attuale
Secondo un'antica tradizione, la chiesa cattedrale metropolitana di Milano ha conservato alcuni riti particolari, quando la messa è celebrata solennemente dall'arcivescovo. Questi riti possono essere usati anche quando l'arcivescovo celebra in particolari occasioni fuori dalla chiesa cattedrale. Essi competono anche a qualsiasi ordinario di luogo che celebri solennemente in rito ambrosiano entro la propria diocesi o territorio ove legittimamente sia in vigore il rito ambrosiano stesso.
L'arcivescovo durante la messa pontificale o "stazionale" è assistito da sei diaconi, due alla cattedra e quattro per il servizio dell'altare e del vangelo, e da un prete assistente, se non c'è concelebrazione.
I riti introduttori prevedono il seguente svolgimento:
1. solenne ingresso con il canto dei dodici kyrie in gremio Ecclesiae, cui segue la sallenda propria della solennità celebrata;
2. prima che l'arcivescovo e i ministri bacino la mensa, due diaconi incensano l'altare, come primo atto di omaggio;
3. l'arcivescovo, dalla cattedra, dopo il segno di croce e il saluto all'assemblea, intona subito, se previsto, il Gloria.

Normalmente, la prima lettura compete a un lettore istituito rivestito di piviale, la seconda lettura a uno dei diaconi, il vangelo al primo dei diaconi. La processione per la proclamazione del Vangelo prevede quattro diaconi, dei quali uno reca, ostendendolo, l'evangeliario, due reggono i cantari accesi e il quarto tiene il turibolo fumigante. Il rito, cui prestano il proprio ministero esclusivamente i diaconi, vuole mettere in evidenza il momento solenne della proclamazione evangelica. Prima dell'omelia l'arcivescovo riceve l'incensazione seduto in cattedra con mitra e pastorale, analogamente all'atto con cui viene incensato l'evangeliario prima della proclamazione del Vangelo, come a voler sottolineare che la parola del vescovo nell'omelia non solo commenta, ma in un certo modo continua e attualizza la parola di Dio ascoltata nelle letture sacre.
Alla presentazione del pane e del calice, dopo la consacrazione, due dei diaconi ministranti incensano l'eucaristia.
Nella celebrazione vespertina del venerdì santo è lo stesso arcivescovo che dalla cattedra, assistito da sei diaconi, rivestito dei paramenti della messa e con la mitra in capo, proclama la lettura della Passione, compiendo in tal modo la solenne commemorazione della morte del Signore, così come sarà l'arcivescovo a proclamare nella veglia pasquale l'annuncio della Risurrezione.